# Serapio Calderón
Dr Serapio Calderón Chirinos (ur. 1843, zm. 3 kwietnia 1922) – peruwiański polityk i adwokat, rektor uniwersytetu w Cuzco i prezes Sądu Najwyższego, wiceprezydent Peru w latach 1903–1904, po śmierci Manuela Candamo prezydent kraju przez kilka miesięcy w 1904.